# Palm Jumeirah

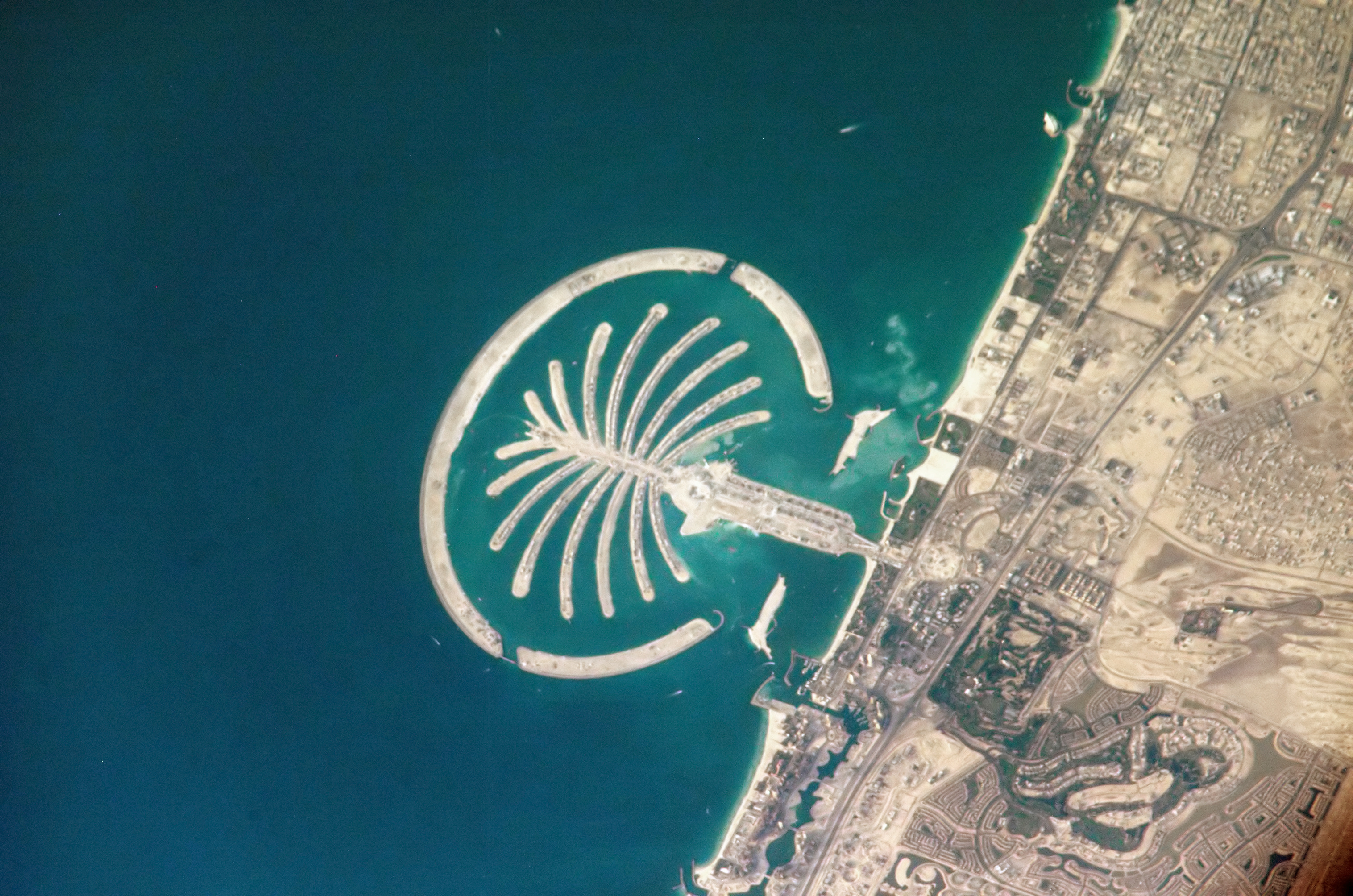
Palm Jumeirah năm 2005

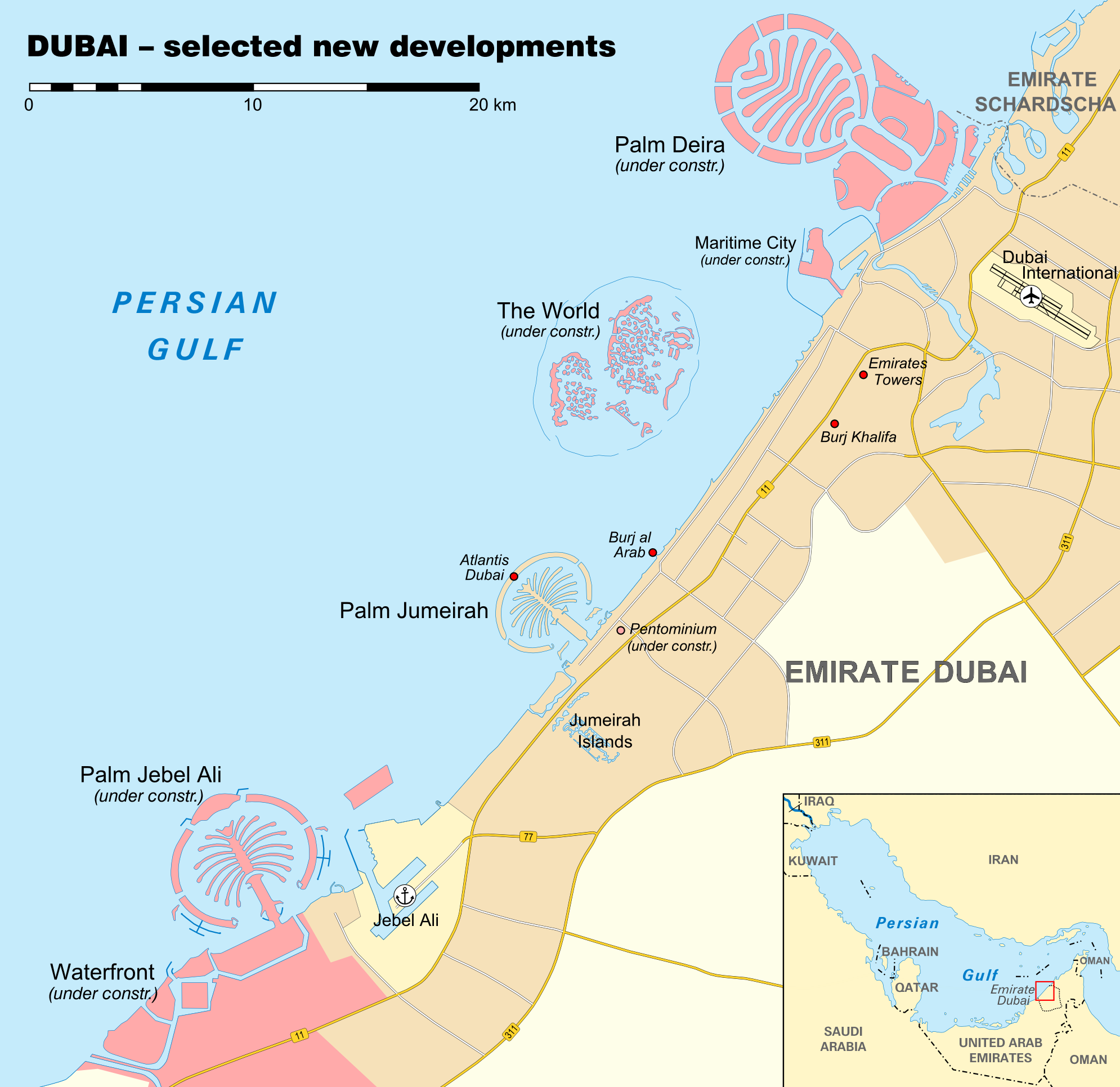
Sự phát triển ở Dubai vào năm 2010 với Palm Jumeirah ở trung tâm.

Palm Jumeirah là một quần đảo nhân tạo ở Các Tiểu vương quốc Ả Rập thống nhất, được tạo ra bằng cách bơm cát dưới đáy biển của Nakheel được lấy từ vịnh Ba Tư. Nó là một phần của một loạt các quá trình phát triển lớn hơn được. Nằm trong quần đảo Cây Cọ, bao gồm Palm Jebel Ali và Palm Deira. Khi hoàn thành, nó sẽ giúp tăng đường bờ biển của Dubai lên tổng cộng 520 km. Nó nằm trên khu vực ven biển Jumeirah của tiểu vương quốc Dubai.

## Tổng quan
Palm Jumeirah chủ yếu là khu dân cư dành cho nhà ở, thư giãn và giải trí. Nó chứa các khách sạn theo chủ đề, ba loại biệt thự (Villas de Firma, Nhà vườn và Nhà phố), các tòa nhà chung cư ven biển, bãi biển, bến du thuyền, nhà hàng, quán cà phê và một loạt các cửa hàng bán lẻ. Palm Jumeirah sẽ chứa hơn 25 thương hiệu khách sạn quốc tế nổi tiếng.

## Vận chuyển

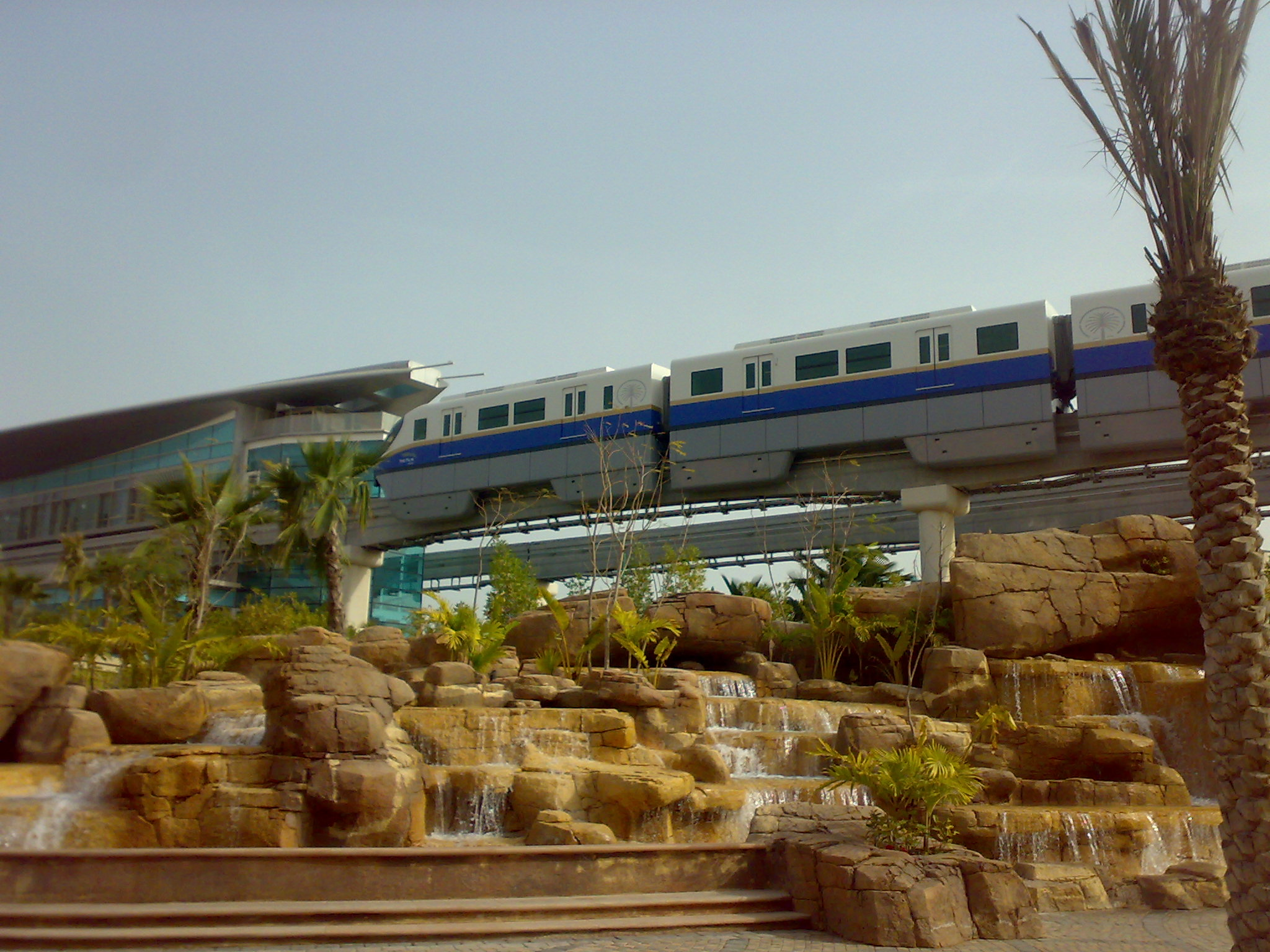
Palm Jumeirah Monorail

Palm Jumeirah Monorail là một đường ray đơn dài 5,4 km nối khách sạn Atlantis với tháp Gateway ở cuối đảo. Tuyến đường sắt kết nối Palm Jumeirah với đất liền và với kế hoạch mở rộng thêm nữa đến tuyến Red Line của tàu điện ngầm Dubai. Tuyến bắt đầu hoạt động vào ngày 30 tháng 4 năm 2009. Đây là tàu monorail đầu tiên ở Trung Đông.
Ngân sách dự án là 400 triệu USD với hơn 2 km việc mở rộng của tàu điện ngầm Dubai. Các nguồn khác cho thấy nó có ngân sách là 1100 triệu USD. Một chuyến đi trong monorail chi phí 15 AED theo một hướng và 25 AED nếu nó là chuyến đi vòng.

## Xây dựng

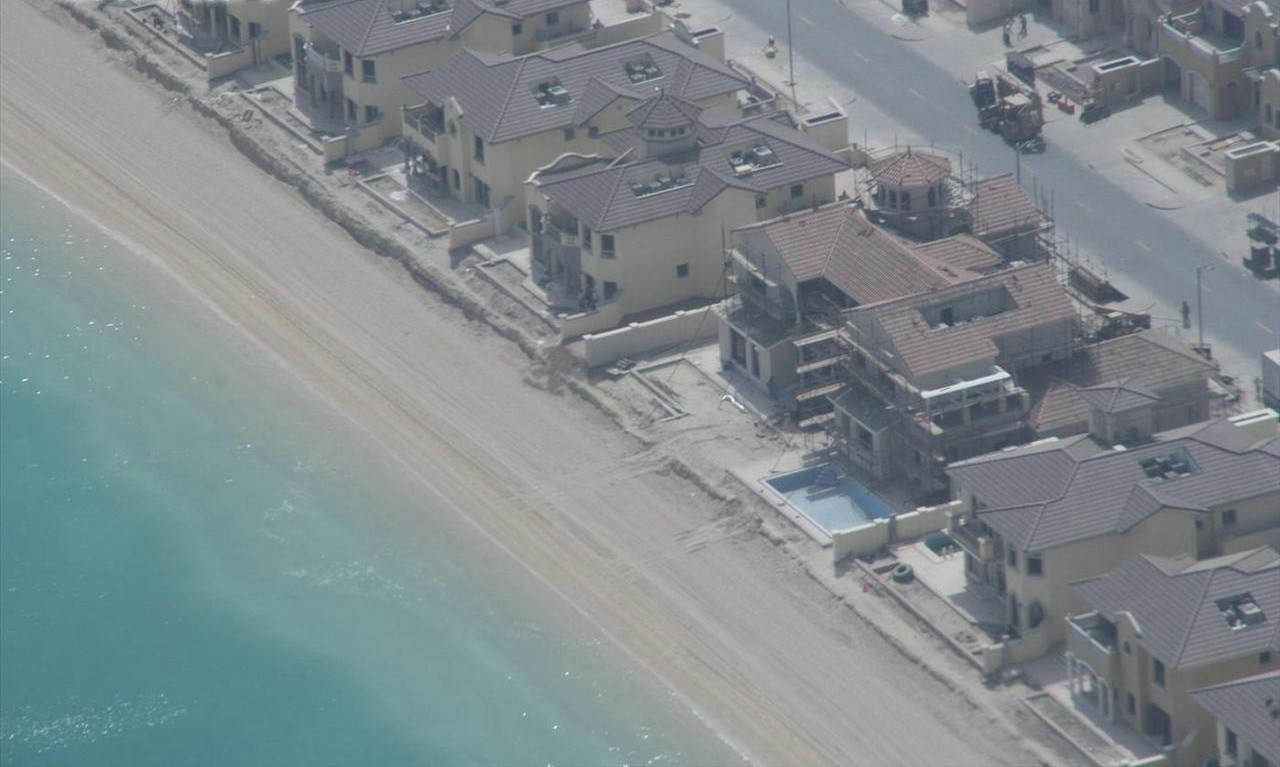
Biệt thự trên một hòn đảo hình cọ

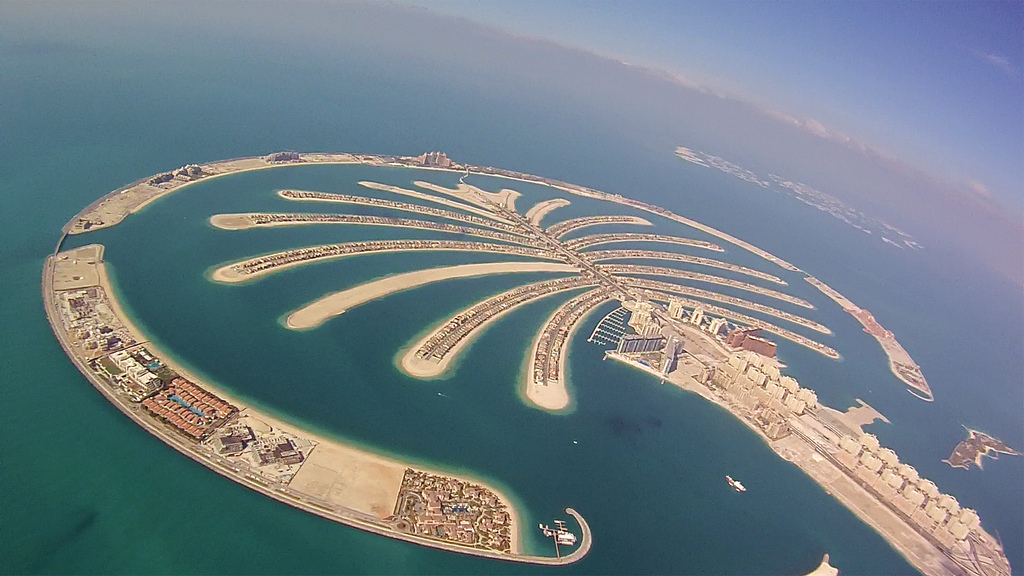
Palm Jumeirah nhìn từ trên không vào ngày 5 tháng 1 năm 2013

Việc xây dựng đảo Palm Jumeirah bắt đầu vào tháng 6 năm 2001 và các nhà phát triển đã thông báo bàn giao các đơn vị dân cư đầu tiên vào năm 2006.
Vào đầu tháng 10 năm 2007, quần đảo nhân tạo Palm Jumeirah đã trở thành hòn đảo nhân tạo lớn nhất thế giới. Cũng tại thời điểm này, 75% tài sản đã sẵn sàng để bàn giao, với 500 gia đình đã cư trú trên đảo. Đến cuối năm 2009, 28 khách sạn đã được mở trên đảo đê bao hình lưỡi liềm.
Sự phức tạp của việc xây dựng được đổ lỗi một phần cho sự chậm trễ kéo dài đến khi hoàn thành dự án, ngày hoàn thành đã bị đẩy lùi nhiều lần và trễ gần hai năm.
Trong một bài báo năm 2009 mô tả nền kinh tế Dubai sụp đổ, The New York Times báo cáo rằng Palm đang chìm dần. Điều này đã được xác nhận bởi các cuộc điều tra địa chất được thực hiện và với tốc độ 5 mm mỗi năm. Nakheel bác bỏ tuyên bố của tờ New York Times, người đã trích dẫn một công ty khảo sát mặt đất nói rằng hòn đảo đang chìm. Họ bảo vệ tuyên bố đơn lẻ bằng cách nói rằng không có báo cáo về bất kỳ vấn đề cấu trúc nào trên bất kỳ tòa nhà nào trên đảo nếu có bất kỳ sụt lún nào. Nakheel cũng vạch ra rằng những tuyên bố cho thấy Palm Jumeirah không bị chìm 5 mm, như phát hiện bởi các kỹ thuật viên viễn thám (vệ tinh), không thể cho rằng vệ tinh đo độ cao laser của NASA có độ chính xác chỉ ± 50 mm.

### Mật độ nhà ở
Sau khi triển khai dự án, Nakheel tiết lộ rằng tăng số lượng đơn vị dân cư trên đảo vào khoảng 4.500 người ban đầu đăng ký (bao gồm 2.000 biệt thự được mua sớm với kỳ vọng). Sự gia tăng này là do Nakheel tính toán chi phí xây dựng thực tế và đòi hỏi phải tăng vốn bổ sung, mặc dù Nakheel chưa bao giờ nhận xét công khai về vấn đề này. The New York Times đưa tin năm 2009 rằng nhiều người đã mua nhà trước khi chúng được xây dựng và rất tức giận về không gian hiện có.

### Chất lượng nước
Đê chắn sóng bên ngoài được thiết kế như một rào cản chống lại sóng biển nhưng ngoài ra còn ngăn thủy triều tự nhiên. Vấn đề đã được sửa chữa bằng cách thêm một khoảng trống khác trong con đê. Như đã giải thích trong phim tài liệu của National Geographic Channel: Impossible Islands, một phần của loạt Megastructures, đê chắn sóng sau đó đã được sửa đổi để tạo ra những khoảng trống ở hai bên, cho phép để thủy triều oxy hóa nước bên trong và ngăn chặn nó không thoát ra được, mặc dù ít hiệu quả hơn nếu đê chắn sóng không tồn tại. Tập này cũng đề cập đến vấn đề sinh vật biển, nhưng nói rằng đê chắn sóng đã thực sự khuyến khích sinh vật biển và các loài sinh vật biển mới đang di chuyển vào khu vực này.

## 'Thân cây'

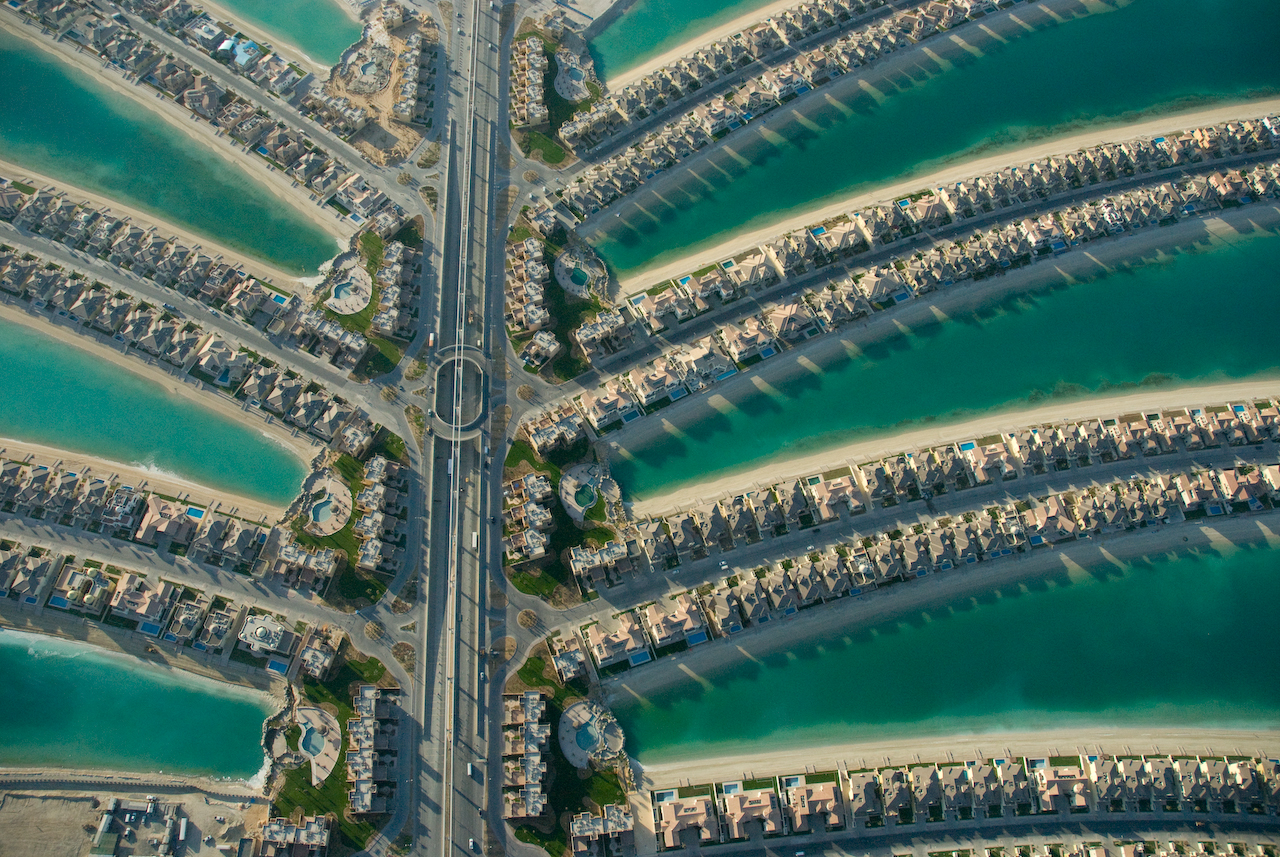
Con đường chính của Palm Jumeirah

Dài hơn hai cây số, nó được coi là trung tâm của Palm Jumeirah. Nó có một số khách sạn và các điểm tham quan trong số đó nổi bật:
- Golden Mile: Nó như một trục chính và đại lộ của Palm Jumeirah. Một số khách sạn được xây dựng trên tuyến đường này và Palm Jumeirah Monorail chạy dọc tuyến đường này kết nối với thành phố Dubai và v Palm Jumeirah.
- Công viên: Khu bảo tồn ngoài trời với các khu vườn rộng lớn, cây cối, nước và hồ bơi.
- Căn hộ Shoreline: Nó bao gồm một tổ hợp 20 căn hộ nằm trên đường Golden Mile.
- Khách sạn và Tháp Quốc tế Trump (Dubai): Khách sạn quan trọng nhất của Palm Jumeirah. Nó sẽ trở thành một biểu tượng của Dubai khi nó hoàn thành nhờ thiết kế sáng tạo của nó. Chủ yếu là nhà ở sang trọng.
- Khách sạn & Resort Fairmont Palm: Khách sạn sang trọng.
- Fairmont Palm Residence: Nơi đây kết hợp các căn hộ sang trọng với nhà ở. Nó đã thu hút một hồ bơi lớn với thác nước ngoạn mục.
- Oceana: Nằm ở phía tây của thân cây, đặc trưng cho bầu không khí gia đình và các điểm tham quan dành cho trẻ em.
- Căn hộ Tiara: Trái ngược với Oceana, nó nằm ở phía bên kia của thân cây và với một thiết kế đặc trưng châu Á.
- Căn hộ Marina: Một loạt 6 khu nhà với tổng số 858 căn hộ và 12 căn hộ penthouse sang trọng nằm ở phía bắc của thân cây.
- Bến thuyền IGY: Một cảng nhỏ với sức chứa lên đến 700 chiếc thuyền nhỏ phục vụ cho nhiều tàu đến đảo.
- Khách sạn và Căn hộ Lighthouse: Kiến trúc của nó được thiết kế để lấy ánh sáng mặt trời mọc và chiếu sáng bên trong khu phức hợp. "Khách sạn Faro" sẽ chứa 380 phòng, vào ban đêm mái nhà sẽ được chiếu sáng và một vòng cung ánh sáng sẽ được chiếu qua Palm Jumeirah và vịnh Ả Rập.
- Al Nabat và Al Haseer: Hai tòa nhà chung cư này có bãi biển riêng và câu lạc bộ riêng cho bạn. Được thiết kế theo phong cách Ả Rập chiết trung, pha trộn các yếu tố của di sản Ả Rập với các vật liệu hiện đại, mỗi căn hộ tại đây đều có tầm nhìn ra biển

## 'Lá cọ'

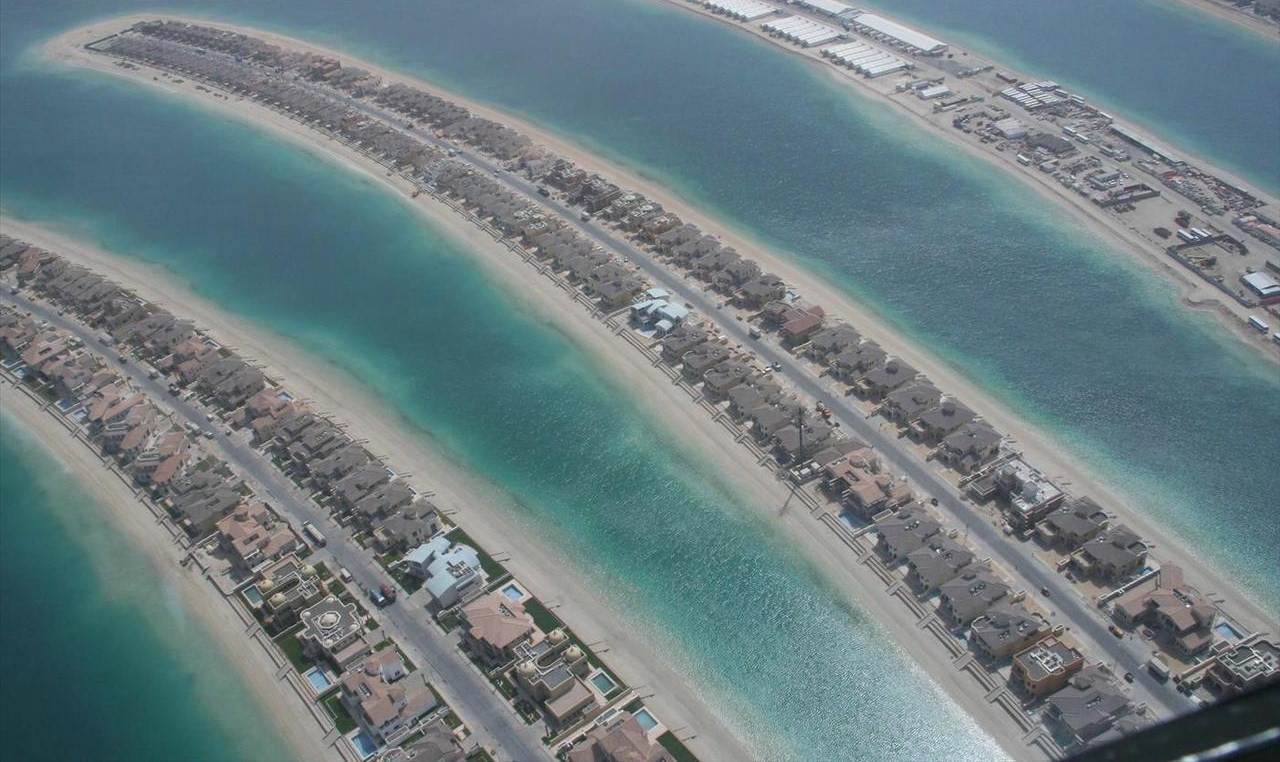
Các lá cọ của Palm Jumeirah

Hòn đảo có tổng cộng 17 'lá cọ', 8 lá ở mỗi bên và một cái nhỏ ở đầu. Ở đây chỉ có các biệt thự và nhà ở nhỏ khác nhau với các hồ bơi và bãi biển riêng. Việc kết nối phần 'thân cây' và đê bao đảo hình lưỡi liềm là một đường hầm dưới nước mà sẽ trở thành một điểm thu hút và an toàn.

## Đê bao đảo hình lưỡi liềm

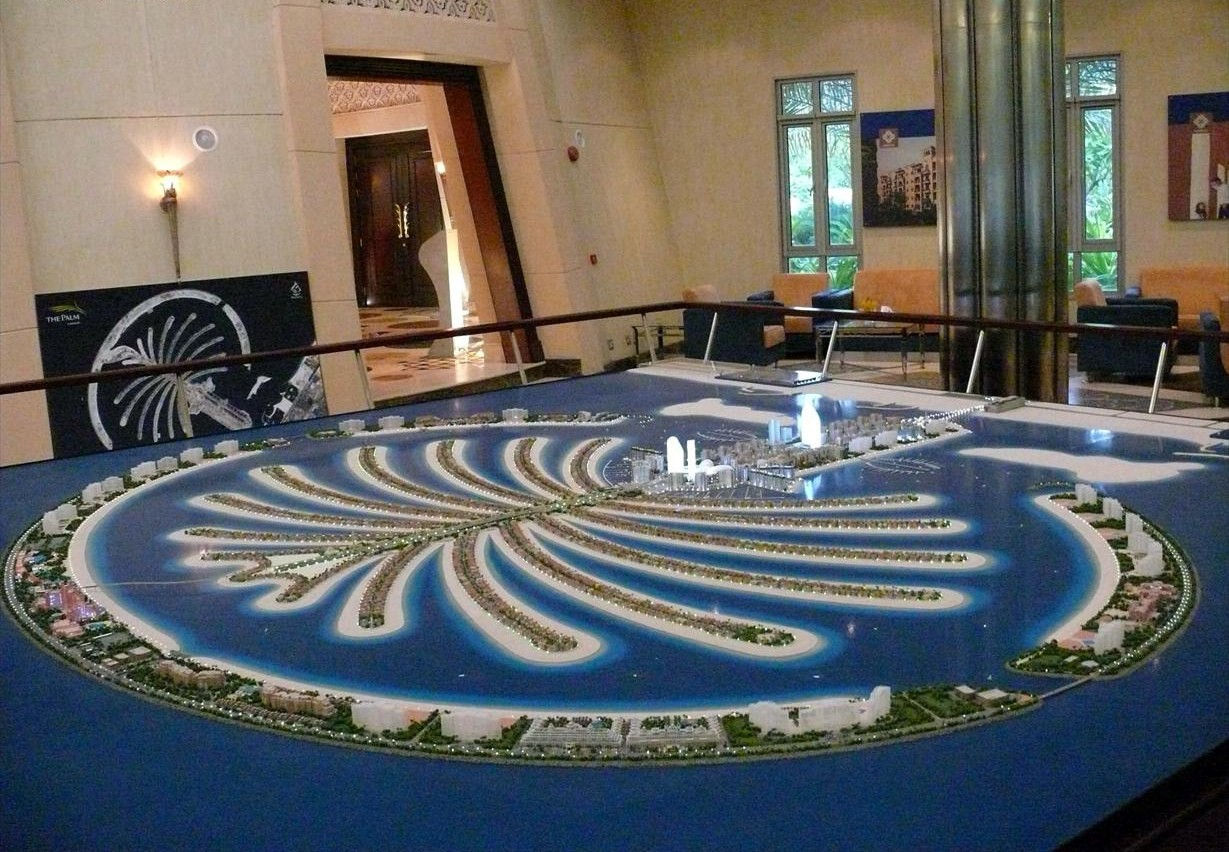
Mô hình của Palm Jumeirah

Đê bao hình lưỡi liềm là một hòn đảo nhân tạo với hình dạng một hình bán nguyệt dài 11 km phục vụ như đê chắn sóng nhưng cũng là một điểm đến hấp dẫn cho khách du lịch, với các khách sạn sang trọng tuyệt vời.
- Al Fattan: Một khách sạn sang trọng, nhà ở đơn giản.
- Atlantis The Palm: Một trong những khách sạn tốt nhất. Atlantis nổi tiếng là thiên đường giải trí và khám phá tuyệt vời.
- Căn hộ Grandeur: Một tập hợp lớn các căn hộ và biệt thự lớn.
- Khách sạn Kempinsky Emerald Palace: Một khách sạn cung cấp các khu vườn sang trọng.
- Vương quốc Sheba: Một khách sạn tuyệt vời.
- Royal Amwaj: Một khu vực lớn gồm các căn hộ, nhà ở và biệt thự sang trọng với bãi biển riêng.
- Taj Exotica Resort & Spa: Khách sạn 5 sao. Nó sẽ là spa lớn nhất trong toàn bộ khu Midwest.
- RMS Queen Elizabeth 2: Kể từ tháng 11 năm 2008, con tàu có lịch sử hơn 30 năm qua và thuộc sở hữu của tàu Cunard của Anh được neo đậu tại một bến tàu đặc biệt và chuyển thành một khách sạn sang trọng nổi trên mặt nước. Hợp đồng đã được thực hiện sau khi được bán với giá 75 triệu euro cho chính phủ Dubai.

## Quần đảo Logo
Quần đảo Logo bao gồm hai hòn đảo nhân tạo giống hệt nhau với 140 nghìn mét khối để bơm với hình dạng logo của Palm (một lá cọ mỏng) trên cả hai mặt của thân cây. Đây sẽ là những hòn đảo riêng của Sheikh Mohammed bin Rashid Al Maktoom (lãnh đạo hiện tại của Dubai), hòn đảo bên trái đang được phát triển dưới tên đảo Dubawi.

## Khách sạn và khu nghỉ mát
Palm Jumeirah có một số khách sạn, khu nghỉ mát và nhà nghỉ như:
- Resort Anantara The Palm Dubai
- Atlantis The Palm
- Khách sạn & Resort Fairmont Palm
- Regis Dubai - The Palm
- Kempinski Hotel & Residences
- Rixos The Palm Dubai
- Sofitel Dubai Resort & Spa, The Palm
- The Langham, Palm Jumeirah
- Jumeirah Zabeel Saray
- One & Only The Palm
- Taj Exotica Resort & Spa
- The Residences, Palm Jumeirah
- The Retreat Palm Dubai
- Waldorf Astoria Dubai Palm Jumeirah[13]
- Vương quốc Sheba, Palm Jumeirah
- The 8
- The Palm Resort & Spa
- Viceroy Palm Jumeirah Dubai
- Khách sạn W
- Dukes Dubai[14]

### Điểm bán lẻ và ăn uống
- Trung tâm mua sắm Nakheel
- The Pointe
- Palm Views Tây và Đôn
- The Boardwalk
- Công viên Al Ittihad
- Câu lạc bộ Vista Mare
- Golden Mile Galleria